# Hexarthra oxyuris
Hexarthra oxyuris är en hjuldjursart som först beskrevs av Sernov 1903.  Hexarthra oxyuris ingår i släktet Hexarthra och familjen Hexarthridae. Arten är reproducerande i Sverige. Inga underarter finns listade i Catalogue of Life.